# Municipio de Broadwell
El municipio de Broadwell (en inglés: Broadwell Township) es un municipio ubicado en el condado de Logan en el estado estadounidense de Illinois. En el año 2010 tenía una población de 3549 habitantes y una densidad poblacional de 41,02 personas por km².

## Geografía
El municipio de Broadwell se encuentra ubicado en las coordenadas 40°5′19″N 89°26′00″O / 40.08861, -89.43333. Según la Oficina del Censo de los Estados Unidos, el municipio tiene una superficie total de 86.53 km², de la cual 85.23 km² corresponden a tierra firme y (1.49%) 1.29 km² es agua.

## Demografía
Según el censo de 2010, había 3549 personas residiendo en el municipio de Broadwell. La densidad de población era de 41,02 hab./km². De los 3549 habitantes, el municipio de Broadwell estaba compuesto por el 44.24% blancos, el 47.93% eran afroamericanos, el 0.28% eran amerindios, el 0.31% eran asiáticos, el 0.06% eran isleños del Pacífico, el 6.88% eran de otras razas y el 0.31% pertenecían a dos o más razas. Del total de la población el 11.02% eran hispanos o latinos de cualquier raza.